# Tri cellulaire magnétique
Le tri cellulaire magnétique est une technique de tri cellulaire permettant de sélectionner certains types de cellules et de les isoler grâce à un champ magnétique. 
Actuellement, il existe deux méthodes de séparation magnétique fondées sur le phénotype cellulaire. Comparée aux autres techniques de séparation cellulaire, cette technique est simple et rapide. 

## Cellules ayant naturellement des propriétés magnétiques
Des cellules contenant assez de substances magnétiques peuvent être retenues par l’aimant ; cela n’est possible que pour deux types cellulaires : 
1. les érythrocytes, dont l’hémoglobine contient une forte concentration d’une substance paramagnétique
2. les bactéries magnéto-tactiques contenant de petites particules magnétiques. En effet, cette technique permet d’isoler des cellules provenant directement d’échantillons non traités comme le sang ou la moelle osseuse.

## Tri cellulaire immuno-magnétique

### Principe
Les autres types de cellules nécessiteront l'usage de particules magnétiques qui seront couplées sélectivement à certaines cellules par différentes techniques.

#### Marquage d'une sous-population cellulaire par une particule magnétique

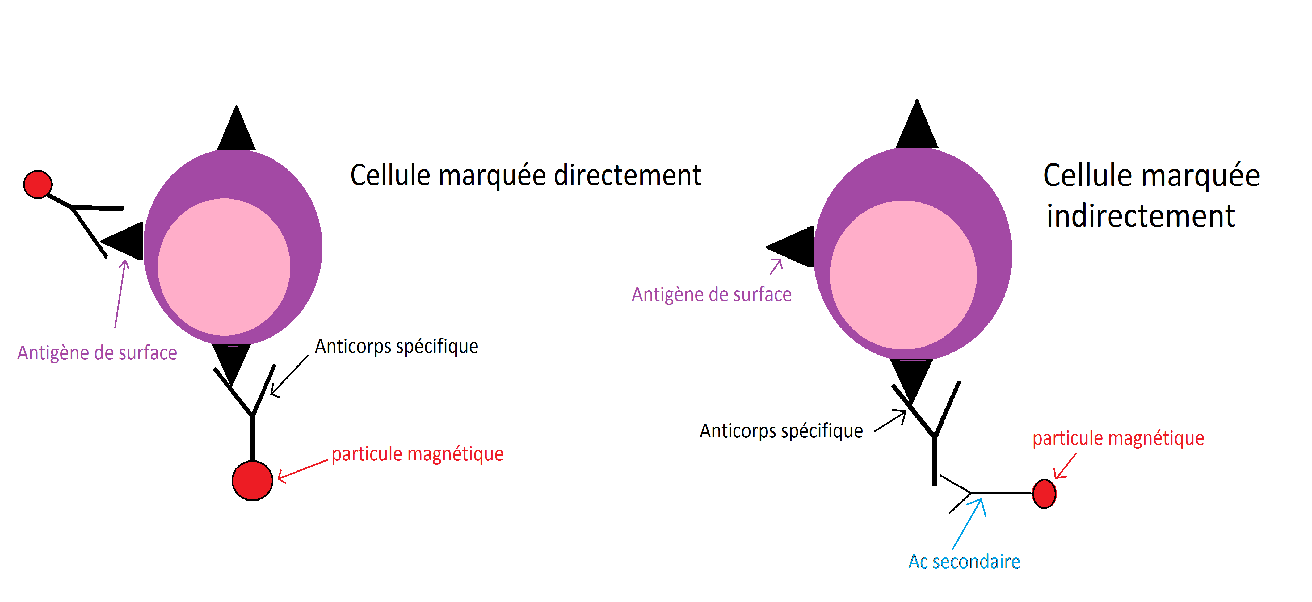
immunomarquage direct et indirect

Les cellules peuvent être différenciées suivant les antigènes présents à leur surface ; c'est le principe même du marquage cellulaire. 
On peut utiliser différents anticorps spécifiques des antigènes présents sur les cellules à séparer. Ainsi les cellules seront marquées par les anticorps de manière directe ou indirecte.
Un marquage direct correspond à la situation où un seul anticorps est utilisé : il est spécifique d'un l'antigène exprimé par les cellules d'intérêt et couplé à une particule magnétique.
Dans un marquage indirect, deux réactifs sont utilisés successivement, le premier étant un anticorps primaire spécifique de l'antigène exprimé par les cellules à trier; par exemple:
- l'anticorps primaire puis un anticorps secondaire anti-immunoglobuline couplé à la particule magnétique
- l'anticorps primaire couplé à la biotine puis de la streptavidine couplée à la particule magnétique
- l'anticorps primaire couplé à un fluorochrome puis un anticorps secondaire anti-fluorochrome couplé à la particule magnétique

Des réactifs plus complexes sont parfois utilisés, comme par exemple un complexe de deux anticorps assemblés par leur fragment constant, l'un spécifique des cellules à trier, l'autre spécifique d'une autre molécule (ex: dextran) dont on recouvrira la particule magnétique.
Le résultat est toujours le même: parmi la population de cellules initiale, certaines seront couplées à des particules magnétiques et d'autres non. Ces cellules sont ensuite séparées en utilisant un champ magnétique; plusieurs variantes de la technique existent

#### Séparation des cellules marquées et non marquées
- sur colonne

La suspension cellulaire est introduite dans une colonne placée dans un aimant. Les cellules marquées par les particules magnétiques  sont retenues sur la colonne par cet aimant, alors que les cellules non marquées sont éluées dans un premier tube à essai. La colonne est alors sortie de l'aimant pour éluer les cellules marquées dans un deuxième tube.
- en introduisant le tube directement dans l'aimant

Le tube contenant le mélange cellulaire est placé dans un aimant qui va permettre la séparation magnétique des cellules. La fraction cellulaire dépourvue de particules magnétiques est récupérée par renversement sans sortir le tube de l'aimant, tandis que la fraction cellulaire couplée aux particules magnétiques reste accolée aux parois du tube. 
- automatisation

Des automates permettent d'effectuer les différentes séparations de manière automatique et reproductible.

### Sélection positive/négative
Lors du marquage par les réactifs couplés aux billes magnétiques, on obtient deux fractions: fraction positive et fraction négative.
- fraction positive : elle correspond aux cellules exprimant l'antigène pour lequel l'anticorps primaire est spécifique. Ces cellules porteront donc des particules magnétiques.
- fraction négative : elle correspond aux cellules qui n'auront pas fixé l'antigène pour lequel l'anticorps primaire est spécifique.
- choix d'une technique de sélection positive ou négative : à partir d'un mélange cellulaire, on peut sélectionner positivement une partie des cellules si on connait un antigène qui leur est propre: il suffit d'utiliser un anticorps primaire spécifique de cet antigène, les cellules d'intérêt constitueront alors la fraction positive.

On peut aussi sélectionner négativement les mêmes cellules, en utilisant une technique de déplétion: il faudra marquer toutes les autres cellules de sorte que la fraction négative soit constituée exclusivement des cellules d'intérêt. La sélection négative est utilisée par exemple lorsque la fixation d'un anticorps et/ou d'une bille magnétique sur les cellules d'intérêt risque de d'activer les cellules ou de modifier leur fonction, ou bien s'il n’existe pas d'antigène-marqueur pour le type cellulaire recherché. 

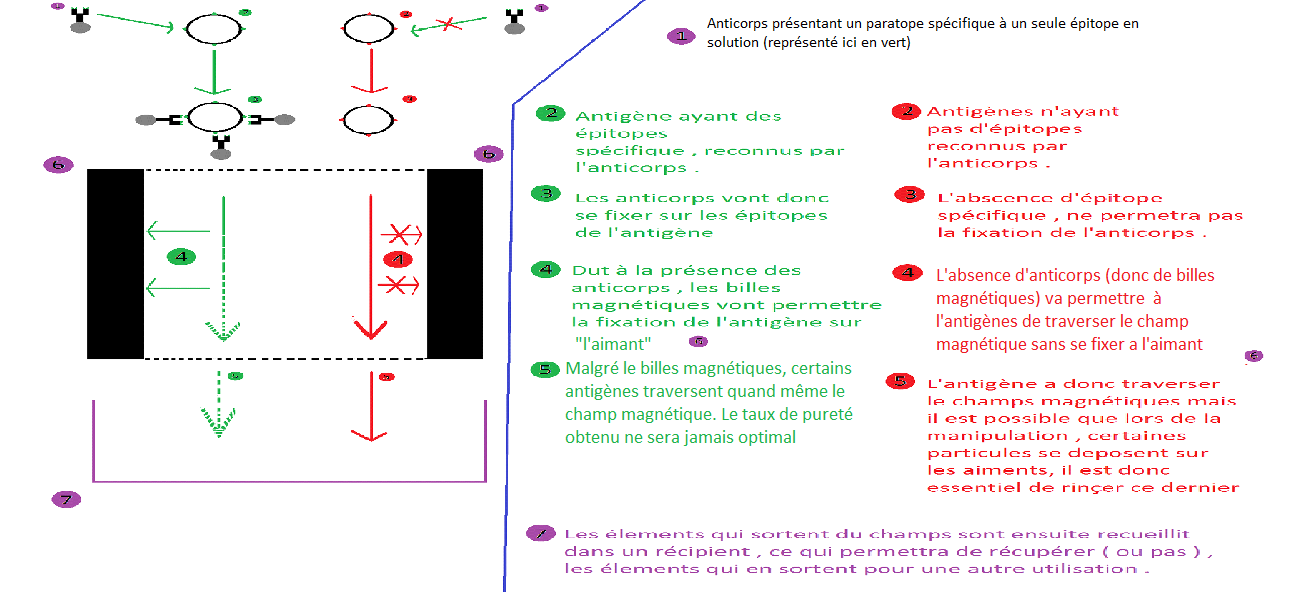
sélection positive et négative

## Différents types de particules magnétiques
Les particules magnétiques sont au cœur de cette méthode de purification. On peut utiliser des particules de différents ordres de grandeur: nanoparticules ou microparticules.
Par rapport aux microparticules, les nanoparticules (plus petites) permettent de diminuer le stress cellulaire lié à la purification. Cependant, toutes les particules n'altèrent pas les fonctions de la cellule, permettant des expériences biologique valable avec les cellules triées par la méthode. Certaines particules sont entièrement biodégradables par les cellules. 

## Évaluation de la pureté
Le résultat du tri cellulaire est généralement analysé par cytométrie en flux: pureté des cellules obtenues et rendement de la technique. Certains réactifs commercialisés pour le tri magnétique incorporent directement un fluorochrome permettant une analyse directe à l'issue du protocole. 

## Techniques dérivées: exemples

### Tri cellulaire immunomagnétique sur la base de l'intensité d'expression d'un antigène

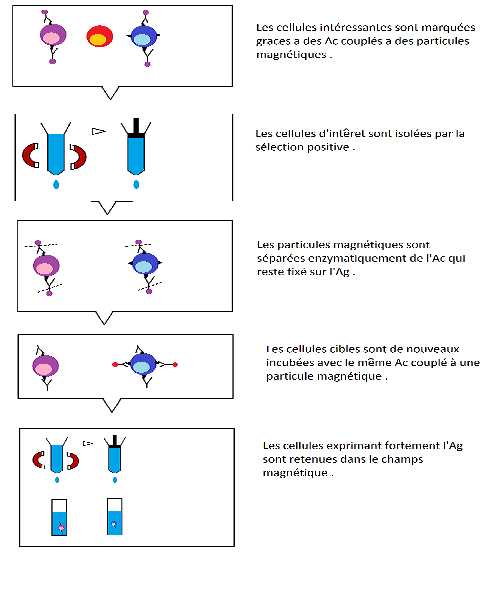
immunomarquage sur la base de l'intensité d'expression

La technique de base consiste à séparer les cellules en suspension suivant la présence ou l'absence d'un antigène à leur surface. Une des variantes de la technique tient dans le fait de pendre en compte l'intensité d'expression de cet antigène, c'est-à-dire le nombre d'antigène exprimé sur les cellules. On sépare ainsi les cellules exprimant faiblement l'antigène-marqueur des cellules l'exprimant fortement.
On effectue un 1er tri classique pour isoler une sous-population cellulaire exprimant le marqueur donné, c'est-à-dire une sélection positive.
Ensuite, on emploie une enzyme permettant le détachement des billes magnétiques du fragment constant des anticorps employés. L'activité de l'enzyme est ensuite inhibée.
On recommence le tri avec le même réactif, pour isoler les cellules présentatrices du plus grand nombre d'antigènes dans une sélection positive: à ce stade, seules les cellules exprimant très fortement l'antigène considéré présenteront encore des antigènes disponibles pour fixer des anticorps reliés aux particules magnétiques. 

### Purification de cellules productrices de cytokines d'interêt
La méthode peut également servir pour détecter, quantifier, purifier les cellules productrices d'une cytokine donnée. 
L'incubation des cellules est effectuée en présence d'un réactif constitué de deux anticorps couplés l'un à l'autre par le fragment constant: un anticorps marquant spécifiquement la surface des cellules et l'autre anticorps spécifique de la cytokine d'intérêt. Les cellules sécrètent la cytokine d'intérêt, qui est immédiatement capturée par l'anticorps spécifique.
Un troisième anticorps anti-cytokine, couplé à une particule magnétique, est alors utilisé pour purifier les cellules d'intérêt par une séparation magnétique pour recueillir, dans la sélection positive, les cellules productrices de la cytokine d'intérêt.  L'anticorps permettant le marquage magnétique de la cellule est souvent relié à un fluorochrome qui permet le passage direct de la sélection positive en cytométrie de flux et ainsi d'obtenir des données telles que le nombre de cellules productrices de cytokines.

## Applications
- Le tri cellulaire magnétique est utilisé en recherche pour étudier in vitro des populations cellulaires pures. Il est particulièrement utile en immunologie et en biologie cellulaire. Les cellules triées sont vivantes et fonctionnelles, permettant d'étudier leurs fonctions ou même de les réinjecter in vivo à des animaux de laboratoire.
- L'utilisation de particules magnétiques biodégradables dont l'innocuité pour l'homme est prouvée permet également d'utiliser cette technique en clinique pour réaliser des thérapies ex vivo : des cellules isolées à partir de sang ou de tissu d'un patient pourraient ainsi être triées, traitées in vitro et réinjectées à ce patient. Cette stratégie est prometteuse dans le cadre de l'immunothérapies du cancer par exemple.

## Alternatives
- Une solution alternative, « nano-électromécanique » en cours d'étude et développement, proposée par Xiaoyun (Sean) Ding du Biomedical Nano-Electro-Mechanical-Systems (BioNEMS) Laboratory, basé[1] sur l'utilisation de deux faisceaux d'ondes stationnaires (SSAW [2] générant des ondes de pression acoustiques, contrôlables[3] et orientant les cellules dans un dispositif de tri (principe de la « pincette acoustique », également adapté au tri de cellules dans un flux continu)